# جورج ألن إنغلاند
جورج ألن إنغلاند (بالإنجليزية: George Allan England)‏ (9 فبراير 1877، نبراسكا في الولايات المتحدة - 26 يونيو 1936 في الولايات المتحدة)؛ روائي أمريكي. درس في جامعة هارفارد.

## روابط خارجية
- جورج ألن إنغلاند على موقع IMDb (الإنجليزية)
- جورج ألن إنغلاند على موقع ميوزك برينز (الإنجليزية)